# Naturschutzgebiet Magergrünland am Käseberg
Das Naturschutzgebiet Magergrünland am Käseberg ist ein seit 2008 ausgewiesenes Naturschutzgebiet (NSG) in der Gemeinde Eslohe (Hochsauerlandkreis). Das 7,4 ha große NSG liegt östlich von Wenholthausen. Es besteht aus zwei Teilflächen.

## Beschreibung
Gebiet weist vorwiegend Magergrünland mit Gebüschen, in Kuppen- und Hanglage auf.
Im Biotopkataster vom Landesamt für Natur, Umwelt und Verbraucherschutz Nordrhein-Westfalen steht über das NSG: „Das Büenfelder Bachtal nimmt mit seinen zahlreichen, gut erhaltenen Elementen der naturnahen Kulturlandschaft wie Mager- und Feuchtgrünländer, Felsbiotopen, strukturreichen Gehölzen und gering beeinträchtigten Fließgewässern einen hervorragenden Platz innerhalb vergleichbarer Täler im Naturraum "Innersauerländer Senken" ein. Im Verbund mit dem sich am nördlichen Gegenhang befindlichen Gebietes BK-4715-422 stellt das Gebiet ein unbedingt schützenswertes Rückzugsgebiet für das Artenspektrum der extensiv genutzten Kulturlandschaft des Mittelgebirgsraumes da.“

## Tier- und Pflanzenarten im NSG
Im NSG kommen seltene Tier- und Pflanzenarten vor. In den Gebüschen brüten Arten wie Neuntöter.
Auswahl vom Landesamt für Natur, Umwelt und Verbraucherschutz Nordrhein-Westfalen dokumentierter Pflanzenarten im Gebiet: Acker-Minze, Acker-Witwenblume, Alpen-Hexenkraut, Aronstab, Bach-Quellkraut, Bachbunge, Behaarte Segge, Besenginster, Bitteres Schaumkraut, Blutwurz, Brennender Hahnenfuß, Buchenfarn, Echte Nelkenwurz, Kleiner Baldrian, Echter Wurmfarn, Echtes Johanniskraut, Echtes Mädesüß, Echtes Springkraut, Eichenfarn, Einbeere, Frauenfarn, Färber-Ginster, Gegenblättriges Milzkraut, Gemeiner Hohlzahn, Gemeines Beckenmoos,  Gewelltes Plattmoos, Gewöhnliche Pestwurz, Gewöhnliches Ferkelkraut, Gras-Sternmiere, Großer Dornfarn, Großes Hexenkraut, Gundermann, Hain-Gilbweiderich, Hain-Sternmiere, Harzer Labkraut, Hasenpfoten-Segge, Heidelbeere, Jakobs-Greiskraut, Kegelkopfmoos, Kleine Bibernelle, Kleiner Dornfarn, Kleiner Odermennig, Kleiner Sauerampfer, Kleines Habichtskraut, Knoblauch-Gamander, Knotige Braunwurz, Kohldistel, Kriechender Günsel, Kriechender Hahnenfuß, Kuckucks-Lichtnelke, Magerwiesen-Margerite, Mittleres Hexenkraut, Oregano, Pillen-Segge, Quell-Sternmiere, Quellen-Hornkraut, Rauhhaariger Kälberkropf, Rosenrotes Weidenröschen, Rundblättrige Glockenblume, Ruprechtskraut, Salbei-Gamander, Scharfer Hahnenfuß, Schlangen-Knöterich, Schmalblättriger Merk, Schwanenhals-Sternmoos, Schönes Kranzmoos, Spitzblütige Binse, Stumpfblättriger Ampfer, Sumpf-Dotterblume, Sumpf-Vergissmeinnicht, Ufer-Schnabeldeckelmoos, Wald-Ehrenpreis, Wald-Schaumkraut, Wald-Ziest, Waldmeister, Wasserdost, Wasserpfeffer, Welliges Sternmoos, Wiesen-Flockenblume, Wiesen-Schaumkraut, Wiesen-Pippau, Wirbeldost, Zaun-Wicke, Zerbrechlicher Blasenfarn und Zottiges Weidenröschen.

## Schutzzweck
Das NSG wurde zur Erhaltung und Optimierung von Biotopkomplexen mit großflächigem Magergrünland mit Gehölzstrukturen und deren typischen Tier- und Pflanzengemeinschaften und zur Förderung des Magergrünlandes durch extensive landwirtschaftliche Nutzung ausgewiesen.